# Hugo Vetlesen
Hugo Vegard Vetlesen (ur. 29 lutego 2000 w Bærum) – norweski piłkarz występujący na pozycji środkowego pomocnika w norweskim klubie FK Bodø/Glimt oraz w reprezentacji Norwegii U-21.

## Kariera klubowa

### Stabæk Fotball
W 2017 roku przeszedł do zespołu Stabæk Fotball. Zadebiutował 2 kwietnia 2017 w meczu Eliteserien przeciwko Aalesunds FK (3:1). 9 marca 2018 podpisał z klubem nowy kontrakt ważny do 2021 roku. Pierwszą bramkę zdobył 5 sierpnia 2018 w meczu ligowym przeciwko Sarpsborg 08 FF (1:3).

### FK Bodø/Glimt
5 października 2020 podpisał trzyletni kontrakt z klubem FK Bodø/Glimt. Zadebiutował 25 października 2020 w meczu Eliteserien przeciwko Mjøndalen IF (2:0). Pierwszą bramkę zdobył 8 listopada 2020 w meczu ligowym przeciwko Aalesunds FK (7:0). W sezonie 2020 jego drużyna zajęła pierwsze miejsce w tabeli i zdobyła mistrzostwo Norwegii. 7 lipca 2021 zadebiutował w kwalifikacjach do Ligi Mistrzów UEFA w meczu przeciwko Legii Warszawa (2:3). 16 września 2021 zadebiutował w fazie grupowej Ligi Konferencji Europy UEFA w meczu przeciwko Zorii Ługańsk (3:1).

## Kariera reprezentacyjna

### Norwegia U-19
W 2017 roku otrzymał powołanie do reprezentacji Norwegii U-19. Zadebiutował 4 października 2017 w meczu eliminacji do Mistrzostw Europy U-19 2018 przeciwko reprezentacji Czarnogóry U-19 (3:0). Pierwszą bramkę zdobył 21 marca 2018 w meczu eliminacji do Mistrzostw Europy U-19 2018 przeciwko reprezentacji Holandii U-19 (1:6). 4 lipca 2018 otrzymał powołanie na Mistrzostwa Europy U-19 2018, na których zadebiutował 16 lipca 2018 w meczu fazy grupowej przeciwko reprezentacji Portugalii U-19 (1:3).

### Norwegia U-20
W 2019 roku otrzymał powołanie do reprezentacji Norwegii U-20. Zadebiutował 23 marca 2019 w meczu towarzyskim przeciwko reprezentacji Austrii U-20 (0:1). 30 kwietnia 2019 otrzymał powołanie na Mistrzostwa Świata U-20 2019, na których zadebiutował 24 maja 2019 w meczu fazy grupowej przeciwko reprezentacji Urugwaju U-20 (3:1).

### Norwegia U-21
W 2018 roku otrzymał powołanie do reprezentacji Norwegii U-21. Zadebiutował 11 września 2018 w meczu eliminacji do Mistrzostw Europy U-21 2019 przeciwko reprezentacji Azerbejdżanu U-21 (1:3).

## Statystyki

### Klubowe
(aktualne na dzień 21 września 2021)
| Klub               | Sezon              | Liga               | Liga  | Liga   | Puchar kraju | Puchar kraju | Europa | Europa | Suma  | Suma   |
| Klub               | Sezon              | Liga               | Mecze | Bramki | Mecze        | Bramki       | Mecze  | Bramki | Mecze | Bramki |
| ------------------ | ------------------ | ------------------ | ----- | ------ | ------------ | ------------ | ------ | ------ | ----- | ------ |
| Stabæk Fotball     | 2017               | Eliteserien        | 26    | 0      | 5            | 0            | –      | –      | 31    | 0      |
| Stabæk Fotball     | 2018               | Eliteserien        | 25    | 1      | 3            | 0            | –      | –      | 28    | 1      |
| Stabæk Fotball     | 2019               | Eliteserien        | 24    | 0      | 3            | 1            | –      | –      | 27    | 1      |
| Stabæk Fotball     | 2020               | Eliteserien        | 19    | 4      | 0            | 0            | –      | –      | 19    | 4      |
| Stabæk Fotball     | Ogólnie            | Ogólnie            | 94    | 5      | 11           | 1            | 0      | 0      | 105   | 6      |
| FK Bodø/Glimt      | 2020               | Eliteserien        | 8     | 1      | 0            | 0            | 0      | 0      | 8     | 1      |
| FK Bodø/Glimt      | 2021               | Eliteserien        | 17    | 1      | 1            | 0            | 9      | 0      | 27    | 1      |
| FK Bodø/Glimt      | Ogólnie            | Ogólnie            | 25    | 2      | 1            | 0            | 9      | 0      | 35    | 2      |
| Ogólnie w karierze | Ogólnie w karierze | Ogólnie w karierze | 119   | 7      | 12           | 1            | 9      | 0      | 140   | 8      |

### Reprezentacyjne
(aktualne na dzień 21 września 2021)
| Reprezentacja | Rok     | Mecze | Bramki |
| ------------- | ------- | ----- | ------ |
| Norwegia U-19 |         |       |        |
| 2017          | 3       | 0     |        |
| 2018          | 7       | 0     |        |
| Ogólnie       | Ogólnie | 10    | 2      |
| Norwegia U-20 |         |       |        |
| 2019          | 4       | 0     |        |
| Ogólnie       | Ogólnie | 4     | 0      |
| Norwegia U-21 |         |       |        |
| 2018          | 1       | 0     |        |
| 2019          | 6       | 0     |        |
| 2020          | 2       | 0     |        |
| Ogólnie       | Ogólnie | 9     | 0      |

| Mecze i gole w reprezentacji | Mecze i gole w reprezentacji | Mecze i gole w reprezentacji | Mecze i gole w reprezentacji | Mecze i gole w reprezentacji | Mecze i gole w reprezentacji | Mecze i gole w reprezentacji | Mecze i gole w reprezentacji |
| Norwegia U-19                | Norwegia U-19                | Norwegia U-19                | Norwegia U-19                | Norwegia U-19                | Norwegia U-19                | Norwegia U-19                | Norwegia U-19                |
| Lp.                          | Data                         | Miejsce                      | Gospodarz                    | Gość                         | Wynik                        | Gol                          | Rozgrywki                    |
| ---------------------------- | ---------------------------- | ---------------------------- | ---------------------------- | ---------------------------- | ---------------------------- | ---------------------------- | ---------------------------- |
| 1.                           | 04.10.2017                   | Kamëz                        | Norwegia U-19                | Czarnogóra U-19              | 3:0                          |                              | el. ME U-19 2018             |
| 2.                           | 07.10.2017                   | Kamëz                        | Ukraina U-19                 | Norwegia U-19                | 2:1                          |                              | el. ME U-19 2018             |
| 3.                           | 10.10.2017                   | Tirana                       | Albania U-19                 | Norwegia U-19                | 1:7                          |                              | el. ME U-19 2018             |
| 4.                           | 21.03.2018                   | Ahlen                        | Norwegia U-19                | Holandia U-19                | 1:6                          | Gol                          | el. ME U-19 2018             |
| 5.                           | 24.03.2018                   | Arnsberg                     | Niemcy U-19                  | Norwegia U-19                | 2:5                          | Gol                          | el. ME U-19 2018             |
| 6.                           | 27.03.2018                   | Lippstadt                    | Szkocja U-19                 | Norwegia U-19                | 4:5                          |                              | el. ME U-19 2018             |
| 7.                           | 16.07.2018                   | Vaasa                        | Norwegia U-19                | Portugalia U-19              | 1:3                          |                              | ME U-19 2018                 |
| 8.                           | 19.07.2018                   | Vaasa                        | Finlandia U-19               | Norwegia U-19                | 2:3                          |                              | ME U-19 2018                 |
| 9.                           | 22.07.2018                   | Seinäjoki                    | Włochy U-19                  | Norwegia U-19                | 1:1                          |                              | ME U-19 2018                 |
| 10.                          | 26.07.2018                   | Seinäjoki                    | Norwegia U-19                | Anglia U-19                  | 3:0                          |                              | ME U-19 2018                 |
| Norwegia U-20                |                              |                              |                              |                              |                              |                              |                              |
| Lp.                          | Data                         | Miejsce                      | Gospodarz                    | Gość                         | Wynik                        | Gol                          | Rozgrywki                    |
| 1.                           | 23.03.2019                   | Frauenkirchen                | Austria U-20                 | Norwegia U-20                | 0:1                          |                              | Mecz towarzyski              |
| 2.                           | 26.03.2019                   | Dunajská Streda              | Słowacja U-20                | Norwegia U-20                | 0:2                          |                              | Mecz towarzyski              |
| 3.                           | 24.05.2019                   | Łódź                         | Urugwaj U-20                 | Norwegia U-20                | 3:1                          |                              | MŚ U-20 2019                 |
| 4.                           | 27.05.2019                   | Łódź                         | Norwegia U-20                | Nowa Zelandia U-20           | 0:2                          |                              | MŚ U-20 2019                 |
| Norwegia U-21                |                              |                              |                              |                              |                              |                              |                              |
| Lp.                          | Data                         | Miejsce                      | Gospodarz                    | Gość                         | Wynik                        | Gol                          | Rozgrywki                    |
| 1.                           | 11.09.2018                   | Baku                         | Azerbejdżan U-21             | Norwegia U-21                | 1:3                          |                              | el. ME U-21 2019             |
| 2.                           | 06.09.2019                   | Drammen                      | Norwegia U-21                | Cypr U-21                    | 2:1                          |                              | el. ME U-21 2021             |
| 3.                           | 10.09.2019                   | Felcsút                      | Węgry U-21                   | Norwegia U-21                | 0:3                          |                              | Mecz towarzyski              |
| 4.                           | 11.10.2019                   | Żodzino                      | Białoruś U-21                | Norwegia U-21                | 1:1                          |                              | el. ME U-21 2021             |
| 5.                           | 15.10.2019                   | Drammen                      | Norwegia U-21                | Holandia U-21                | 0:4                          |                              | el. ME U-21 2021             |
| 6.                           | 15.11.2019                   | Larnaka                      | Cypr U-21                    | Norwegia U-21                | 1:2                          |                              | el. ME U-21 2021             |
| 7.                           | 19.11.2019                   | Drammen                      | Norwegia U-21                | Portugalia U-21              | 2:3                          |                              | el. ME U-21 2021             |
| 8.                           | 04.09.2020                   | Drammen                      | Norwegia U-21                | Gibraltar U-21               | 6:0                          |                              | el. ME U-21 2021             |
| 9.                           | 08.09.2020                   | Almere                       | Holandia U-21                | Norwegia U-21                | 2:0                          |                              | el. ME U-21 2021             |

## Sukcesy

### FK Bodø/Glimt
- Mistrzostwo Norwegii (1×): 2020